# Roberto Rossellini
Roberto Rossellini (Rim, 8. svibnja 1906. – Rim, 3. lipnja 1977.), talijanski filmski redatelj.
Filmom "Rim, otvoreni grad", jedan je od začetnika novog pokreta u talijanskoj kinematografiji, poznatog kao neorealizam, uz Vittoria De Sicu i Luchina Viscontija. Središnja faza njegova stvarateljstva obilježena je orijentacijom prema velikim poslijeratnim europskim i svjetskim temama. Svoja shvaćanja o filmskoj i televizijskoj slici kao sredstvu tzv. integralnog odgoja iznio je u knjizi "Slobodni duh". Istaknuo se i na polju operne režije.
Suprug je glumice Ingrid Bergman i otac je glumice Isabelle Rossellini.

## Filmovi
- "Paisa",
- "Stromboli",
- "Putovanje u Italiju",
- "Strah",
- "Ljubav".
- "General Della Rovere".

Dobitnik je sljedećih važnih filmskih nagrada:
- 1946. - Canneski festival: Gran prix ex aequo ("Roma, città aperta")
- 1946. - (talijanski Oscar): Nastro d'argento za režiju ("Paisà")
- 1952. - venecijanska Mostra: 2° Premio Internazionale ex aequo ("Europa '51")
- 1959. - venecijanska Mostra: Leone d'oro (Zlatni Lav) ex aequo ("Il generale Della Rovere")
- 1960. - (Talijanski Oscar): Nastro d'argento za najbolju režiju ("Il generale Della Rovere")
- 1960. - Festival u Karlovim Varima: posebna nagrada sudaca za ("Era notte a Roma")